# Liste des maires de Cormery

## Liste des maires
| Période           | Période   | Identité                           | Étiquette | Qualité |
| ----------------- | --------- | ---------------------------------- | --------- | ------- |
| 30 janvier 1790   | 1790      | Louis Duvau                        |           |         |
| 16 août 1790      | 1791      | Pierre Gautier                     |           |         |
| 21 novembre 1791  | 1792      | Louis Aubry                        |           |         |
| 8 décembre 1792   | 1794      | Charles Sabard                     |           |         |
| 19 juillet 1794   | 1800      | Jean Héron                         |           |         |
| 3 décembre 1800   | 1807      | René Louis Dalvin                  |           |         |
| 4 août 1807       | 1825      | Georges Vinot                      |           |         |
| 23 juillet 1825   | 1825      | François Héron                     |           |         |
| 24 octobre 1825   | 1828      | Jean-Baptiste Dreux                |           |         |
| 25 octobre 1828   | 1829      | François Héron                     |           |         |
| 2 novembre 1929   | 1842      | Bernard Ambroise Javary            |           |         |
| 28 février 1842   | 1853      | Paul Jacques René Vinot            |           |         |
| 17 mars 1853      | 1867      | Louis Fidèle Charles Suzor-Garnier |           |         |
| 24 octobre 1867   | 1868      | Martin Napoléon Bulot              |           |         |
| 14 janvier 1870   | 1870      | Pierre Moreau                      |           |         |
| 20 septembre 1870 | 1892      | Urbain Baillou-Jourault            |           |         |
| 15 mai 1892       | 1896      | Napoléon Édouard Moreau            |           |         |
| 17 mai 1896       | 1900      | Léon Baillou                       |           |         |
| 5 janvier 1901    | 1912      | Étienne Brethon-Garnier            |           |         |
| 19 mai 1912       | 1934      | Octave Bobeau                      |           |         |
| 19 août 1934      | 1943      | Ernest Clément                     |           |         |
| 28 août 1943      | 1944      | Octave Habert                      |           |         |
| 30 octobre 1944   | 1954      | Alfred Chanzy                      |           |         |
| 10 septembre 1954 | 1957      | Marceau Camus                      |           |         |
| 21 août 1957      | mars 1971 | Michel Dupont                      |           |         |
| mars 1971         | mars 1989 | Jacques Dupuy                      |           |         |
| mars 1989         | juin 1995 | Bernard Boutet                     |           |         |
| juin 1995         | mars 2001 | Pierre Gargaud                     |           |         |
| mars 2001         | mars 2008 | Jean-Marie Doublé                  |           |         |
| mars 2008         | En cours  | Antoine Campagne                   | DVD       | Médecin |

## Pour approfondir